# Кам'яниця Писарчика
Кам'яниця Писарчика (також кам'яниця Богушівська; конскрипційний № 144) — житловий будинок XVIII століття, пам'ятка архітектури національного значення (охоронний № 1253), пам'ятка історії місцевого значення (охоронний № 1241). Розташований в історичному центрі Львова, на вулиці Вірменській під № 16.

## Історія
На місці, де зведений сучасний будинок № 16, у XVII—XVIII століттях стояли три кам'яниці. На місці першої у XVI столітті був дерев'яний будинок, що належав Амвросію Ходзенковичу. У 1574 році в будинку оселився зять Ходзенковича, художник Павло Богуш (?—1605), майстер Львівського цеху малярів, який походив із вірменської родини Богушів. У 1598 році Павло Богуш став власником будинку і збудував на його місці нову муровану кам'яницю, в якій пізніше зростали його діти, зокрема син Симон Богушович. Після смерті Павла Богуша будинок перейшов у спадок його синам Шимону і Яну (Ованесу). Другий будинок у 1660—1672 роках належав міщанці Стецьковій, у 1673—1689 — міщанці Грегоровичовій (Стечкевичовій), у 1686—1767 роках — Лазарю Стечкевичу. Третя кам'яниця належала у 1639 році Лисковичу (Лиськевичу), у 1668—1776 — Писарчику (від якого отримала іншу назву — Писарчиківська).
У середині XVIII століття брацлавський воєвода князь Станіслав Любомирський викупив усі три будинки з метою зведення на їх місці свого палацу, проте пізніше він підшукав для свого задуму кращу ділянку на площі Ринок, 10, а кам'яниці на Вірменській продав у 1792 році варнавському підкоморію Ян Варденському гербу Ґодземба, який у 1792 році звів на їх місці триповерхову кам'яницю. Його син Юзеф у 1801 році добудував четвертий поверх.
У 1866 і 1893 роках будинок був частково реконструйований.
Станом на 1871 рік власником кам'яниці був Ян Балько, у 1889 році —— доктор Едвін Гершман, у 1916 та 1934 роках — Міхал Філіп на прізвисько Крістіанополлер. За часів Другої Польської республіки в будинку розміщувалися Перша львівська гуртівня спиртних напоїв та електротехнічне підприємство Зеха «Ампер».
В середині XX століття у будинку розташовувалася друкарня, де вночі її працівники, які симпатизували ОУН, друкували листівки для українського підпілля.

### Сьогодення
Кам'яниця є пам'яткою архітектури національного значення та пам'яткою історії місцевого значення. Будинок житловий і перебуває у міській комунальній власності.
На першому поверсі розташована ресторація «Брудершафт».

## Опис
Кам'яниця Писарчика — це чотириповерховий цегляний житловий будинок. Сучасний вигляд будинок набув після реконструкції 1866 року. Кам'яниця тинькована, у плані значно видовжена. Фасад асиметричний, семивіконний, розчленований горизонтально міжповерховими карнизами між першим-другим та третім-четвертим поверхами, фланкований пілястрами. На центральній осі на рівні другого поверху розташований балкон із ажурними кованими ґратами. Вікна прямокутні, декоровані лиштвами, на другому поверсі — додатково замковими каменями. На правій та лівій осі фасаду первісно існували аркові портали, що вели до внутрішнього подвір'я та флігелю, проте під час реконструкції правий портал заклали та пробили віконний отвір, а лівий перебудували під вхід. У будинку збереглися готичні підвали.

## Видатні мешканці
- Симон Богушович — художник і купець вірменського походження, придворний художник Маріни Мнішек.

## Галерея

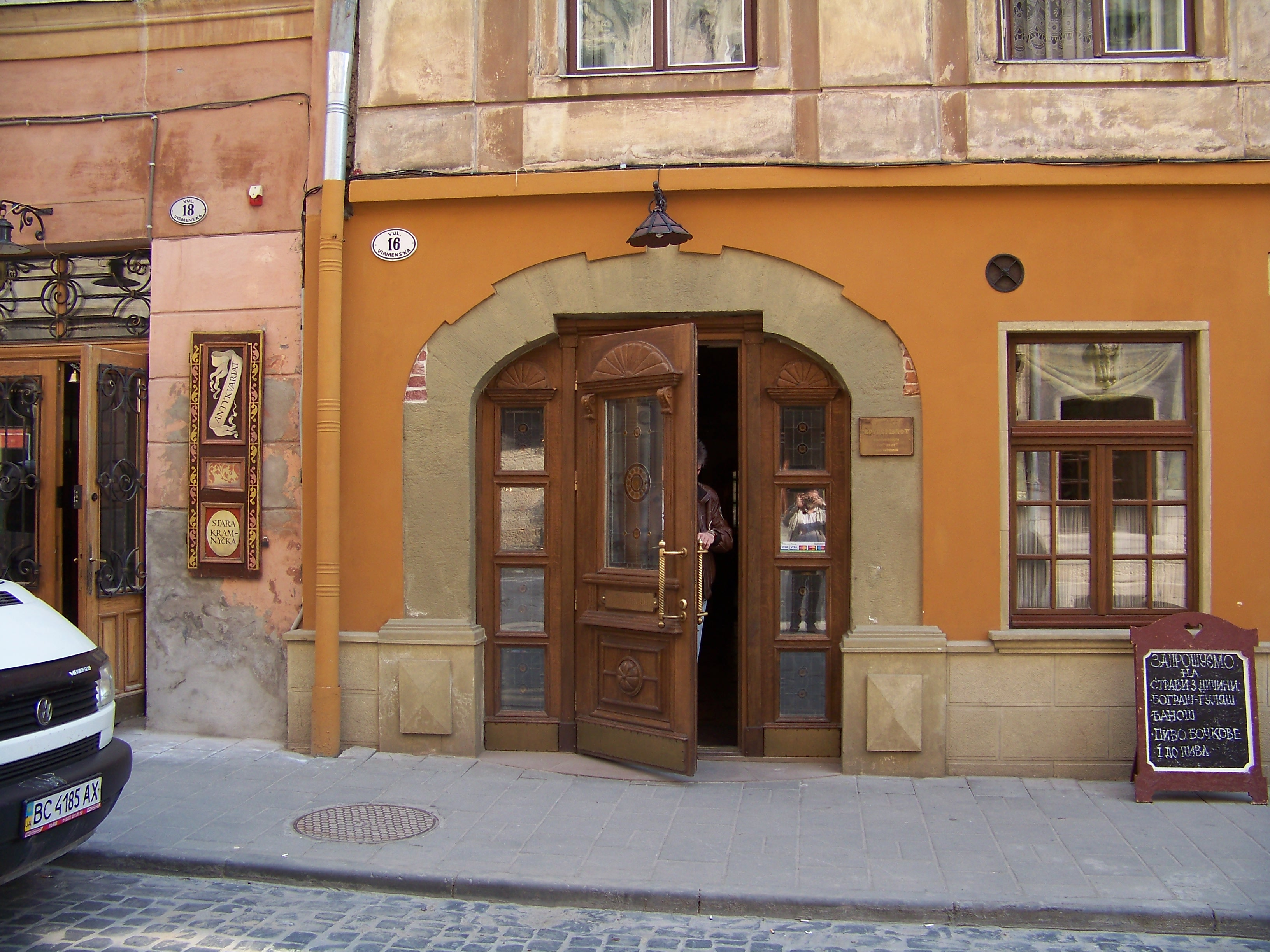
Арковий портал на лівій осі фасаду
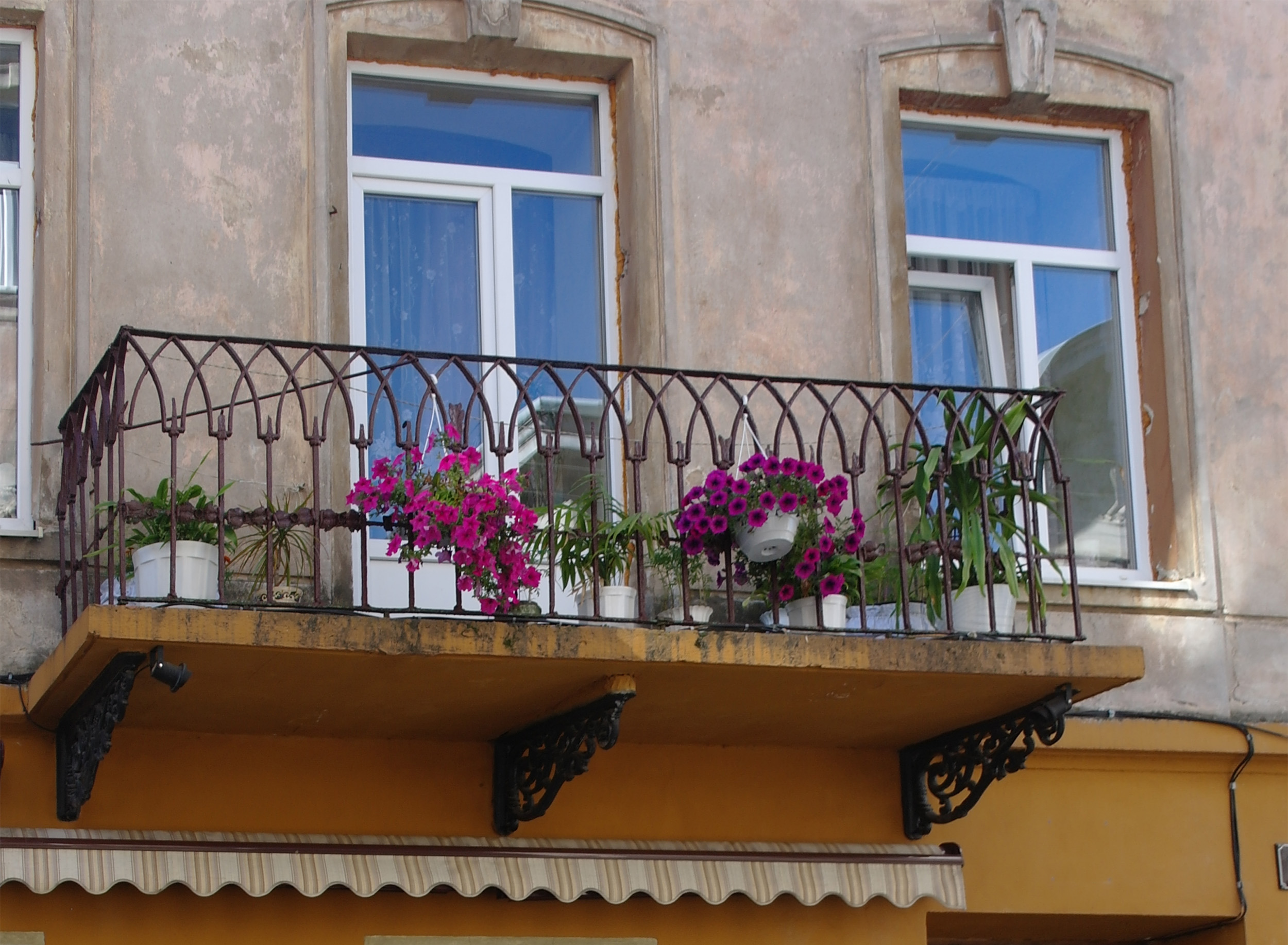
Балкон кам'яниці